# Klovstentjärnet
Klovstentjärnet är en sjö i Dals-Eds kommun i Dalsland och ingår i Göta älvs huvudavrinningsområde. Den ligger vid Klovstens naturreservat.